# Taylah Robertson
Taylah Robertson (Townsville, 23 aprile 1998) è una pugile australiana.

## Carriera
Originaria di Townsville, si trasferisce in tenera età con la famiglia a Brisbane e poi a Bribie Island.
Avvicinatasi al pugilato all'età di 12 anni, a 15 vince il primo titolo australiano giovanile in quel di Perth; tra il 2017 e il 2019 vince per tre volte di fila il titolo nazionale assoluto e partecipa ai Giochi del Commonwealth 2018 (ove vince il bronzo nel torneo dei pesi mosca) e ai mondiali femminili 2019 (venendo eliminata ai trentaduesimi di finale).
A fine 2019 decide di passare professionista, firmando un contratto con la società di promozione MTK Global. Esordisce il 22 febbraio 2020 a Brisbane, nei pesi gallo, imponendosi per KO tecnico sulla thailandese Ranee Klinratree.

## Palmarès
- Giochi del Commonwealth

Gold Coast 2018: bronzo nei pesi mosca.
- Campionati australiani

2017: oro nei pesi mosca
2018: oro nei pesi mosca
2019: oro nei pesi mosca